# 圣让迪科拉伊
圣让迪科拉伊（法語：Saint-Jean-du-Corail，法語發音：[sɛ̃ ʒɑ̃ dy kɔʁaj]）是法国芒什省的一个旧市镇，属于阿夫朗什区。2016年，圣让迪科拉伊与临近的4个市镇合并为新市镇莫尔坦博卡日。

## 地理
圣让迪科拉伊（48°36'33"N, 0°54'33"W）面积14.04 平方千米，位于法国诺曼底大区芒什省，该省份为法国西北部沿海省份，西、北、东北三面环大西洋，东起顺时针与卡爾瓦多斯省、奧恩省、马耶讷省和伊勒-维莱讷省接壤。
与圣让迪科拉伊接壤的市镇（或旧市镇、城区）包括：比永、巴朗通、于松、图谢圣母村、圣克莱芒-朗库德赖。

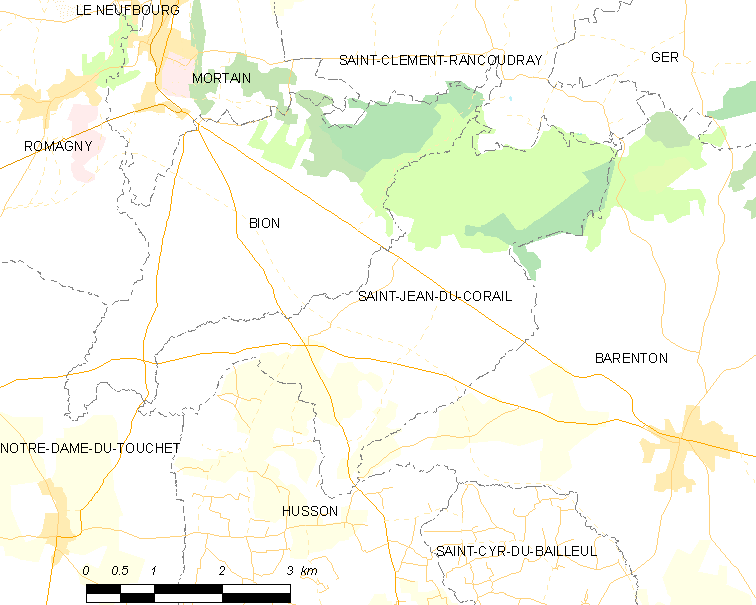
圣让迪科拉伊的OSM定位图

圣让迪科拉伊的时区为UTC+01:00、UTC+02:00（夏令时）。

## 行政
圣让迪科拉伊的邮政编码为50140，INSEE市镇编码为50494。

## 政治
圣让迪科拉伊所属的省级选区为勒莫尔泰奈县。

## 人口

1962-2008年间圣让迪科拉伊人口变化图示

圣让迪科拉伊于2018年1月1日时的人口数量为238人。